# SGTA
SGTA (англ. Small glutamine rich tetratricopeptide repeat containing alpha) – білок, який кодується однойменним геном, розташованим у людей на короткому плечі 19-ї хромосоми. Довжина поліпептидного ланцюга білка становить 313 амінокислот, а молекулярна маса — 34 063.
| 10         |  | 20         |  | 30         |  | 40         |  | 50         |
| ---------- |  | ---------- |  | ---------- |  | ---------- |  | ---------- |
| MDNKKRLAYA |  | IIQFLHDQLR |  | HGGLSSDAQE |  | SLEVAIQCLE |  | TAFGVTVEDS |
| DLALPQTLPE |  | IFEAAATGKE |  | MPQDLRSPAR |  | TPPSEEDSAE |  | AERLKTEGNE |
| QMKVENFEAA |  | VHFYGKAIEL |  | NPANAVYFCN |  | RAAAYSKLGN |  | YAGAVQDCER |
| AICIDPAYSK |  | AYGRMGLALS |  | SLNKHVEAVA |  | YYKKALELDP |  | DNETYKSNLK |
| IAELKLREAP |  | SPTGGVGSFD |  | IAGLLNNPGF |  | MSMASNLMNN |  | PQIQQLMSGM |
| ISGGNNPLGT |  | PGTSPSQNDL |  | ASLIQAGQQF |  | AQQMQQQNPE |  | LIEQLRSQIR |
| SRTPSASNDD |  | QQE        |  |            |  |            |  |            |

A: Аланін

C: Цистеїн

D: Аспарагінова кислота

E: Глутамінова кислота

F: Фенілаланін

G: Гліцин

H: Гістидин

I: Ізолейцин

K: Лізин

L: Лейцин

M: Метіонін

N: Аспарагін

P: Пролін

Q: Глутамін

R: Аргінін

S: Серин

T: Треонін

V: Валін

Кодований геном білок за функціями належить до шаперонів, фосфопротеїнів. 
Задіяний у таких біологічних процесах, як взаємодія хазяїн-вірус, ацетилювання. 
Локалізований у цитоплазмі, ядрі.